# Băilești
Băileşti est une ville du județ de Dolj, en Roumanie.

## Histoire
Pendant la Première Guerre mondiale, 156 personnes de Băilești sont mortes sur le champ de bataille ; en 1924, le sculpteur Iordănescu a construit le Monument des Héros de Băilești en leur honneur. Pendant la Seconde Guerre mondiale, 108 habitants de Băilești sont morts sur le champ de bataille.
En 2001, Băilești a été déclarée municipalité. La ville s'est développée ces dernières années ; plusieurs centres commerciaux ont été construits, tandis que les banques et les vieux bâtiments ont été restaurés.
L'acteur et comédien roumain Amza Pellea et l'acteur et comédien de théâtre roumain Marcel Iureș sont nés dans cette ville, ainsi qu'Adriana Nechita, Georgiana Ciuciulete et Valerică Găman.

## Personnalités
- Ștefan Baiaram (2002-), footballeur roumain, est né à Băilești.